# StarCraft 2 Starleague
Cet article concerne la seconde ligue coréenne des WCS. Pour le tournoi dans son ensemble, voir StarCraft 2 World Championship Series.
La StarCraft II Starleague est une ligue sportive sur le jeu vidéo de stratégie en temps réel StarCraft II organisée par SPOTV Games et Blizzard Entertainment. Elle est la seconde ligue coréenne des StarCraft II World Championship Series depuis l'édition de 2015 et permet aux joueurs coréens de gagner plus de points. La ligue sera constituée de trois saisons en 2015 avec une dotation de 75 000 000 wons sud-coréens (soit environ 67 628 dollars) par saison. La compétition est commentée en français par O'Gaming TV (Pomf et Thud) depuis mars 2015.

## Organisation
La compétition est divisée en deux parties : le tournoi Challenge et l'événement principal,,
La partie challenge est constituée de 32 joueurs dont 28 issus des qualifications et 4 sélectionnés par SPOTV. Les qualifications sont constituées de 14 groupes d'au maximum 16 joueurs, organisés en tableaux à élimination directe et les demi-finalistes s'affrontent dans un groupe à format double tournoi :
1. Les quatre joueurs sont répartis en deux matchs.
2. Les deux gagnants s'affrontent dans les matchs des gagnants et le vainqueur prend la première place du groupe.
3. Les perdants du premier match s'affrontent et le perdant prend la quatrième place du groupe.
4. Le gagnant du match des perdants et le perdant du match des gagnants s'affrontent dans le match décisif, le vainqueur prend la deuxième place du groupe. Son adversaire prend la troisième place.

Les deux premiers de chaque groupe sont qualifiés au tournoi Challenge. Les matchs sont joués en best-of-3 (deux parties gagnantes). Le tournoi Challenge est constituée de seize matchs décisifs : les seize gagnants se qualifient pour le tournoi principal et les seize perdants sont éliminés. Les matchs sont joués en best-of-5 (trois parties gagnantes),.
Le tournoi principal est constitué des seize joueurs issus du tournoi Challenge. Ils sont répartis en quatre groupes à format double tournoi (expliqué ci-avant) : les deux premiers sont qualifiés dans le tableau final, les deux derniers sont éliminés. Le tableau final est un arbre à élimination directe joué en best-of-5 pour les quarts de finale, en best-of-7 (quatre parties gagnantes) pour les demi-finales et la finale,,.

## Gains
| Place(s)          | Récompense     | En USD     | Points gagnés |
| ----------------- | -------------- | ---------- | ------------- |
| Médaille d'or     | 40 000 000 KRW | 36 068 USD | 2 000         |
| Médaille d'argent | 10 000 000 KRW | 9 017 USD  | 1 250         |
| Demi-finalistes   | 4 500 000 KRW  | 4 057 USD  | 900           |
| 5 à 8             | 2 000 000 KRW  | 1 803 USD  | 600           |
| 9 à 12            | 1 000 000 KRW  | 901 USD    | 400           |
| 13 à 16           | 100 000 KRW    | 901 USD    | 300           |
| Total             | 75 000 000 KRW | 67 628 USD | 10 250        |

Sources : Teamliquid.net et Battle.net